# Jan Fortelný
Jan Fortelný (Praga, 19 gennaio 1999) è un calciatore ceco, centrocampista dello Jablonec.

## Carriera

### Club
Cresciuto nel settore giovanile dello Sparta Praga, dal 2018 al 2020 viene ceduto in prestito in seconda divisione prima al Graffin Vlašim, poi al Vysočina Jihlava.
Inizialmente confermato in prima squadra in vista della stagione 2020-2021, fa il suo esordio con il club della capitale il 20 settembre in occasione dell'incontro di 1. liga vinto 3-1 contro il Fastav Zlín; il 5 ottobre 2020 viene ceduto in prestito per tre mesi al Teplice, trasferimento rinnovato nel febbraio 2021 ed il 12 agosto seguente.

### Nazionale
Ha giocato nelle nazionali giovanili ceche Under-16, Under-17, Under-18, Under-19 ed Under-20.

## Statistiche

### Presenze e reti nei club
Statistiche aggiornate al 15 ottobre 2022.
| Stagione              | Squadra               | Campionato            | Campionato | Campionato | Coppe nazionali | Coppe nazionali | Coppe nazionali | Coppe continentali | Coppe continentali | Coppe continentali | Altre coppe | Altre coppe | Altre coppe | Totale | Totale |
| Stagione              | Squadra               | Comp                  | Pres       | Reti       | Comp            | Pres            | Reti            | Comp               | Pres               | Reti               | Comp        | Pres        | Reti        | Pres   | Reti   |
| --------------------- | --------------------- | --------------------- | ---------- | ---------- | --------------- | --------------- | --------------- | ------------------ | ------------------ | ------------------ | ----------- | ----------- | ----------- | ------ | ------ |
| 2018-2019             | Graffin Vlašim        | FNL                   | 21         | 2          | CRC             | 2               | 1               |                    | -                  | -                  |             | -           | -           | 23     | 3      |
| 2019-2020             | Vysočina Jihlava      | FNL                   | 28         | 1          | CRC             | 1               | 0               |                    | -                  | -                  |             | -           | -           | 29     | 1      |
| ago.-ott. 2020        | Sparta Praga B        | CFL                   | 3          | 3          |                 | -               | -               |                    | -                  | -                  |             | -           | -           | 3      | 3      |
| ago.-ott. 2020        | Sparta Praga          | 1L                    | 1          | 0          | CRC             | 1               | 0               |                    | -                  | -                  |             | -           | -           | 2      | 0      |
| ott. 2020-2021        | Teplice               | 1L                    | 19         | 0          | CRC             | 1               | 0               |                    | -                  | -                  |             | -           | -           | 20     | 0      |
| 2021-2022             | Teplice               | 1L                    | 24         | 6          | CRC             | 1               | 1               |                    | -                  | -                  |             | -           | -           | 25     | 7      |
| Totale Teplice        | Totale Teplice        | Totale Teplice        | 43         | 6          |                 | 2               | 1               |                    | -                  | -                  |             | -           | -           | 45     | 3      |
| set.-ott. 2021        | Teplice B             | CFL                   | 2          | 0          |                 | -               | -               |                    | -                  | -                  |             | -           | -           | 2      | 0      |
| ago.-set. 2022        | Sparta Praga B        | FNL                   | 3          | 1          |                 | -               | -               |                    | -                  | -                  |             | -           | -           | 3      | 1      |
| Totale Sparta Praga B | Totale Sparta Praga B | Totale Sparta Praga B | 6          | 4          |                 | -               | -               |                    | -                  | -                  |             | -           | -           | 6      | 4      |
| 2022-2023             | Sparta Praga          | 1L                    | 5          | 0          | CRC             | 1               | 0               | UECL               | 2                  | 0                  |             | -           | -           | 8      | 0      |
| Totale Sparta Praga   | Totale Sparta Praga   | Totale Sparta Praga   | 6          | 0          |                 | 2               | 0               |                    | 2                  | 0                  |             | -           | -           | 10     | 0      |
| Totale carriera       | Totale carriera       | Totale carriera       | 102        | 13         |                 | 7               | 2               |                    | 2                  | 0                  |             | -           | -           | 111    | 15     |